# Philippe Augustin Le Rouvillois
Pour les articles homonymes, voir Rouvillois.
Philippe Augustin Le Rouvillois, né le 11 mars 1756 à Bricquebec (Manche), mort le 17 septembre 1819 à Châteaudun (Eure-et-Loir), est un militaire français de la Révolution et de l’Empire.

## États de service
Il entre en service le 12 septembre 1774, comme dragon au régiment Colonel-Général dragons, et il obtient le grade de brigadier le 12 juin 1782, et celui de maréchal des logis le 1er septembre 1784. Fourrier le 14 décembre 1784, puis maréchal des logis en second le 1er mai 1788, il fait la campagne de cette année-là en Bretagne sous les ordres du comte de Thiard.
Il est nommé maréchal des logis chef le 22 janvier 1792, et le 10 mars suivant il passe sous-lieutenant à l’armée du Nord, avant de rejoindre l’armée des Ardennes en 1793. Le 1er mars 1793, lors de la prise des redoutes de Widen par les Autrichiens, il délivre un capitaine du régiment du Dauphin-infanterie qui a été fait prisonnier par le 2e régiment de hussards de Barco. Il sabre l’ennemi, le met hors de combat, et il reçoit dans cette affaire un coup de sabre à la figure.  
Lieutenant le 1er mai 1793, il reçoit son brevet de capitaine le 1er octobre de la même année, et après la victoire de Fleurus, il est employé au blocus du Luxembourg. Dans une reconnaissance qu’il fait avec sa compagnie et celle du capitaine Essertier, sur des positions de l’ennemi, il charge la cavalerie autrichienne, deux fois plus nombreuse que celle qu’il commande, lui tue ou prend une trentaine d’hommes et en blesse un grand nombre, avant de la mettre dans une déroute complète. 
Il fait les campagnes de l’an II à l’an V, aux armées Rhin, de la Moselle et d’Italie. Le 15 avril 1796, à la bataille de Dego, il fait partie de la cavalerie qui charge l’ennemi lors de l’enlèvement des redoutes, au cours de laquelle il tue deux soldats autrichiens et fait plusieurs prisonniers. Le 7 septembre 1796, après la prise du fort de Covelo, il passe la Brenta à la tête des dragons du 5e, et par la rapidité de la charge qu’il ordonne, coupe la retraite à 3 000 Autrichiens et prend leur artillerie. 
Le 8 septembre suivant à la bataille de Bassano, il charge à la tête de 30 dragons de son régiment et de quelques hussards du 1er régiment, l’escorte du grand parc d’artillerie du général Wurmser, la fait prisonnière et pousse jusqu’à Cittadella, où il est arrêté par un escadron de Wurmser. En un instant il fait braquer une pièce de canon contre les portes de la ville, tue 8 à 10 hommes à l’ennemi et le force à se retirer. Le 14 septembre 1796, à la bataille de Saint-Georges, pendant qu’il fait une reconnaissance avec le maréchal des logis Besnard, il est cerné par un détachement de hussards ennemis. Aussitôt, il s’élance sur eux, les enfonce, parvient à se retirer sur Due Castelli, et a rallié plusieurs dragons de différents corps qui sont sur le point d’être pris. Pendant cette action, il a un cheval tué sous lui. 
Le 7 janvier 1797, il est nommé chef d’escadron, et le 12 janvier suivant, à la bataille de Saint-Michel, devant Vérone, après s’être emparé d’une pièce de canon dans le village de Saint-Martin, il charge la cavalerie ennemie et lui fait 100 prisonniers. Des 60 hommes qu’il avait avec lui, 30 sont tués ou mis hors de combat. En l’an V, il participe à la deuxième expédition du Tyrol sous les ordres du général Joubert et à la tête de 40 dragons, il enfonce un escadron des dragons de Toscane.
En l’an VI, il rejoint l’armée d'Angleterre, et en l’an VII, il fait partie de l’expédition dirigée par le général Bonnard contre les insurgés des départements réunis. Ayant reçu de son général le commandement d’une colonne composée de 100 hommes de la 96e demi-brigade d’infanterie, de 25 dragons de son régiment, et de 2 pièces d’artillerie légère, pour s’opposer aux progrès de l’insurrection, il part de Bruges, pour balayer tous le pays jusqu’au Sas de Gand et Axel. Il rencontre une colonne de 1 800 hommes au-dessus de Loo-Christi, la bat, la poursuit pendant huit jours et huit nuits, la détruit, lui enlève 26 pièces de canon, et reprend Sas de Gand sur les insurgés. Immédiatement après cette expédition, il rétablit la tranquillité dans le département de la Lys.
En l’an VIII, il sert aux armées du Rhin et d’Helvétie et il est promu chef de brigade du 22e régiment de cavalerie le 4 février 1800. En l’an IX, il rejoint l’armée d’Italie, et le 26 février 1803, il est appelé au commandement du 1er régiment de hussards. De l’an XI à l’an XIII, il fait partie des troupes rassemblées sur les côtes de l’Océan, sous les ordres des généraux Sébastiani et Boyer. Il est fait chevalier de la Légion d’honneur le 11 décembre 1803, officier de l’ordre le 14 juin 1804 et membre du collège électoral du département d’Eure-et-Loir.
En 1805 et 1806, il fait les campagnes d’Autriche et de Prusse, avec la 1re division du 6e corps de la Grande Armée. Il est élevé au grade de commandeur de la Légion d’honneur le 25 décembre 1805, et il est admis à la retraite le 6 janvier 1807.
Il meurt le 17 septembre 1819 à Châteaudun.

## Sources
- A. Lievyns, Jean Maurice Verdot, Pierre Bégat, Fastes de la Légion-d'honneur, biographie de tous les décorés accompagnée de l'histoire législative et réglementaire de l'ordre, Tome 3, Bureau de l’administration, 1844, 529 p. (lire en ligne), p. 470.
- « Cote LH/1604/24 », base Léonore, ministère français de la Culture
- Philippe Augustin Le Rouvillois  sur roglo.eu
- Léon Hennet, Etat militaire de France pour l’année 1793, Siège de la société, Paris, 1903, p. 258.
- Charles Théodore Beauvais et Vincent Parisot, Victoires, conquêtes, revers et guerres civiles des Français, depuis les Gaulois jusqu’en 1792, tome 26, C.L.F Panckoucke, janvier 1822, 414 p. (lire en ligne), p. 173.
- Henri Choppin, Un inspecteur général de cavalerie sous le directoire et le consulat : Le général de division Kellermann (ans VII-XI), Berger-Levrault, 1898, p. 32.